# Maria Theresia Ahlefeldt
Maria Theresia Ahlefeldt (Ratisbona, 16 gennaio 1755 – Praga, 20 dicembre 1810) è stata una scrittrice, pianista e compositrice tedesca naturalizzata danese conosciuta per essere stata la prima compositrice della Danimarca.

## Biografia
Maria Theresia fu la prima figlia di Alexander Ferdinand III, Principe di Thurn und Taxis (1704 - 1773) e della sua terza moglie, la principessa Maria Henriette Josepha di Fürstenberg-Stühlingen (1732–72) e sorellastra più giovane di Karl Anselm IV, principe di Thurn und Taxis e nipote di Maria Augusta di Thurn und Taxis.
Cresciuta nell'ambiente culturale della corte principesca di Ratisbona, Maria Theresia fu fidanzata con il principe Joseph di Fürstenberg (1772 – 76) fino alla sua relazione con il principe Philip di Hohenlohe. Nel 1780 fuggì sotto la minaccia di arresto, dopo aver sposato il nobile danese Ferdinando, conte di Ahlefeldt-Langeland (1747–1815), contro il volere della sua famiglia.
Si trasferì a Dresda nel 1798 e successivamente visse a Praga dal 1800 alla data della sua morte.

## Ascendenza
|                                                |                                              |                                             | Genitori                                   |  |  | Nonni |  |  | Bisnonni                            |  |  | Trisnonni                                  |  |
|                                                |                                              |                                             |                                            |  |  |       |  |  | Eugen Alexander von Thurn und Taxis |  |  | Lamoral Claudius Franz von Thurn und Taxis |  |
|                                                |                                              |                                             |                                            |  |  |       |  |  | Eugen Alexander von Thurn und Taxis |  |  | Lamoral Claudius Franz von Thurn und Taxis |  |
|                                                |                                              | Anne Françoise de Hornes-Houtekerke         |                                            |  |  |       |  |  | Eugen Alexander von Thurn und Taxis |  |  |                                            |  |
| Anselm Franz von Thurn und Taxis               |                                              |                                             |                                            |  |  |       |  |  | Eugen Alexander von Thurn und Taxis |  |  |                                            |  |
|                                                |                                              | Anna Adelaide von Fürstenberg-Heiligenberg  | Hermann Egon von Fürstenberg-Heiligenberg  |  |  |       |  |  |                                     |  |  |                                            |  |
|                                                |                                              | Anna Adelaide von Fürstenberg-Heiligenberg  | Hermann Egon von Fürstenberg-Heiligenberg  |  |  |       |  |  |                                     |  |  |                                            |  |
|                                                |                                              | Anna Adelaide von Fürstenberg-Heiligenberg  | Maria Franziska von Fürstenberg-Stühlingen |  |  |       |  |  |                                     |  |  |                                            |  |
| Alexander Ferdinand von Thurn und Taxis        |                                              | Anna Adelaide von Fürstenberg-Heiligenberg  |                                            |  |  |       |  |  |                                     |  |  |                                            |  |
|                                                |                                              | Ferdinand August von Lobkowicz              | Wenzel Eusebius von Lobkowicz              |  |  |       |  |  |                                     |  |  |                                            |  |
|                                                |                                              | Ferdinand August von Lobkowicz              | Wenzel Eusebius von Lobkowicz              |  |  |       |  |  |                                     |  |  |                                            |  |
|                                                |                                              | Ferdinand August von Lobkowicz              | Auguste Sophie von Pfalz-Sulzbach          |  |  |       |  |  |                                     |  |  |                                            |  |
| Maria Ludovika Anna von Lobkowicz              |                                              | Ferdinand August von Lobkowicz              |                                            |  |  |       |  |  |                                     |  |  |                                            |  |
|                                                |                                              | Maria Anna Wilhelmine von Baden-Baden       | Wilhelm von Baden-Baden                    |  |  |       |  |  |                                     |  |  |                                            |  |
|                                                |                                              | Maria Anna Wilhelmine von Baden-Baden       | Wilhelm von Baden-Baden                    |  |  |       |  |  |                                     |  |  |                                            |  |
|                                                |                                              | Maria Anna Wilhelmine von Baden-Baden       | Maria Magdalena von Oettingen-Baldern      |  |  |       |  |  |                                     |  |  |                                            |  |
| Maria Theresia von Thurn und Taxis             |                                              | Maria Anna Wilhelmine von Baden-Baden       |                                            |  |  |       |  |  |                                     |  |  |                                            |  |
|                                                | Prosper Ferdinand von Fürstenberg-Stühlingen | Maximilian Franz von Fürstenberg-Stühlingen |                                            |  |  |       |  |  |                                     |  |  |                                            |  |
|                                                | Prosper Ferdinand von Fürstenberg-Stühlingen | Maximilian Franz von Fürstenberg-Stühlingen |                                            |  |  |       |  |  |                                     |  |  |                                            |  |
|                                                | Prosper Ferdinand von Fürstenberg-Stühlingen | Maria Magdalena von Bernhausen              |                                            |  |  |       |  |  |                                     |  |  |                                            |  |
| Joseph Wilhelm Ernst zu Fürstenberg-Stühlingen | Prosper Ferdinand von Fürstenberg-Stühlingen |                                             |                                            |  |  |       |  |  |                                     |  |  |                                            |  |
|                                                |                                              | Sophie von Königsegg-Rothenfels             | Leopold Wilhelm von Königsegg-Rothenfels   |  |  |       |  |  |                                     |  |  |                                            |  |
|                                                |                                              | Sophie von Königsegg-Rothenfels             | Leopold Wilhelm von Königsegg-Rothenfels   |  |  |       |  |  |                                     |  |  |                                            |  |
|                                                |                                              | Sophie von Königsegg-Rothenfels             | Maria Polyxena von Schärffenberg           |  |  |       |  |  |                                     |  |  |                                            |  |
| Marie Henriette zu Fürstenberg                 |                                              | Sophie von Königsegg-Rothenfels             |                                            |  |  |       |  |  |                                     |  |  |                                            |  |
|                                                |                                              | Johann Josef von Waldstein                  | Ferdinand Ernst Josef von Waldstein        |  |  |       |  |  |                                     |  |  |                                            |  |
|                                                |                                              | Johann Josef von Waldstein                  | Ferdinand Ernst Josef von Waldstein        |  |  |       |  |  |                                     |  |  |                                            |  |
|                                                |                                              | Johann Josef von Waldstein                  | Marie Anna Kokořovská von Kokořov          |  |  |       |  |  |                                     |  |  |                                            |  |
| Maria Anna von Waldstein                       |                                              | Johann Josef von Waldstein                  |                                            |  |  |       |  |  |                                     |  |  |                                            |  |
|                                                |                                              | Eleonore von Waldstein                      | Karl Ernst von Waldstein                   |  |  |       |  |  |                                     |  |  |                                            |  |
|                                                |                                              | Eleonore von Waldstein                      | Karl Ernst von Waldstein                   |  |  |       |  |  |                                     |  |  |                                            |  |
|                                                |                                              | Eleonore von Waldstein                      | Maria Theresia von Losenstein              |  |  |       |  |  |                                     |  |  |                                            |  |
|                                                |                                              | Eleonore von Waldstein                      |                                            |  |  |       |  |  |                                     |  |  |                                            |  |

## Opere
Maria Theresia compose musica per numerosi balletti, opere e rappresentazioni del Teatro reale danese, diretto dal marito, maresciallo di corte.
Con l'opera-balletto in quattro atti, Telemakpa Calypsos Oe, composta nel 1792 raggiunse un grande successo.
Fino al 1812 sono state date 37 rappresentazioni teatrali con musiche da lei composte.
- La Folie, ou quel Conte! (libretto) 1780s (perduto)
- Telemak paa Calypsos Øe (music, aria, choir), 1792
- Cantata L'Harmonie
- Sinfonia in Fa maggiore
- Sinfonia in Re maggiore
- Veddemaalet (music), 1793 (il manoscritto è andato perso)
- Romance de Nina 1794/98 operetta per voce e orchestra